# 太魯閣族
太魯閣族（太魯閣語：Truku），是臺灣的原住民族群，於2004年1月14日成為第12個經行政院核定的臺灣原住民族，目前人口約三萬人。是原住民族16族裡第五大族群。

## 歷史
太魯閣族最早起源於今臺灣南投地區，與賽德克族有共同祖先。
現代人類學者認為，泰雅族與賽德克族、太魯閣族擁有共同起源，可區分為泰雅亞群與賽德克亞群兩大分支。賽德克亞群可再區分為三大方言群：
- 德路固（Seejiq Truku）：太魯閣群（Taroko），或稱「托洛庫群」（Truku）
- 德固達雅（Seediq Tgdaya）：德克達雅群（Takadaya）、木瓜群（Balibao）
- 都達（Sediq Toda）：道澤群（Tuuda）、陶塞群（Tausa）

太魯閣族分支自賽德克亞群中的太魯閣群。在西元16世紀前後，太魯閣族人由南投，翻越中央山脈至花蓮縣秀林鄉山區一帶（太魯閣地區），又因日治時期集團移住政策，遷居到大濁水溪的山麓地帶今秀林鄉一帶以及萬榮鄉、吉安鄉、卓溪鄉一帶，因為文化改變、歷史事件、族群認同等因素，成為獨立族群。
1876年，清軍強行入侵太魯閣地區，因而爆發抗清的太魯閣事件。1914年5月至8月間，日本在台最高統治機構臺灣總督府為控制臺灣花蓮一帶的原住民勢力，與當時控制太魯閣地區的太魯閣族人爆發了太魯閣戰爭，太魯閣族被臺灣總督視為重要敵人。戰爭結束後，太魯閣族被迫遷往平地居住，並進行日本化教育。
在2000年前後，居住在花蓮的太魯閣族人，因為發展出自己的文化認同，向政府要求正名為太魯閣族，在2004年通過。隨後，居住在南投一帶的族人，則爭取稱為賽德克族，在2007年通過。在法律上成為兩個不同族群。

## 習俗

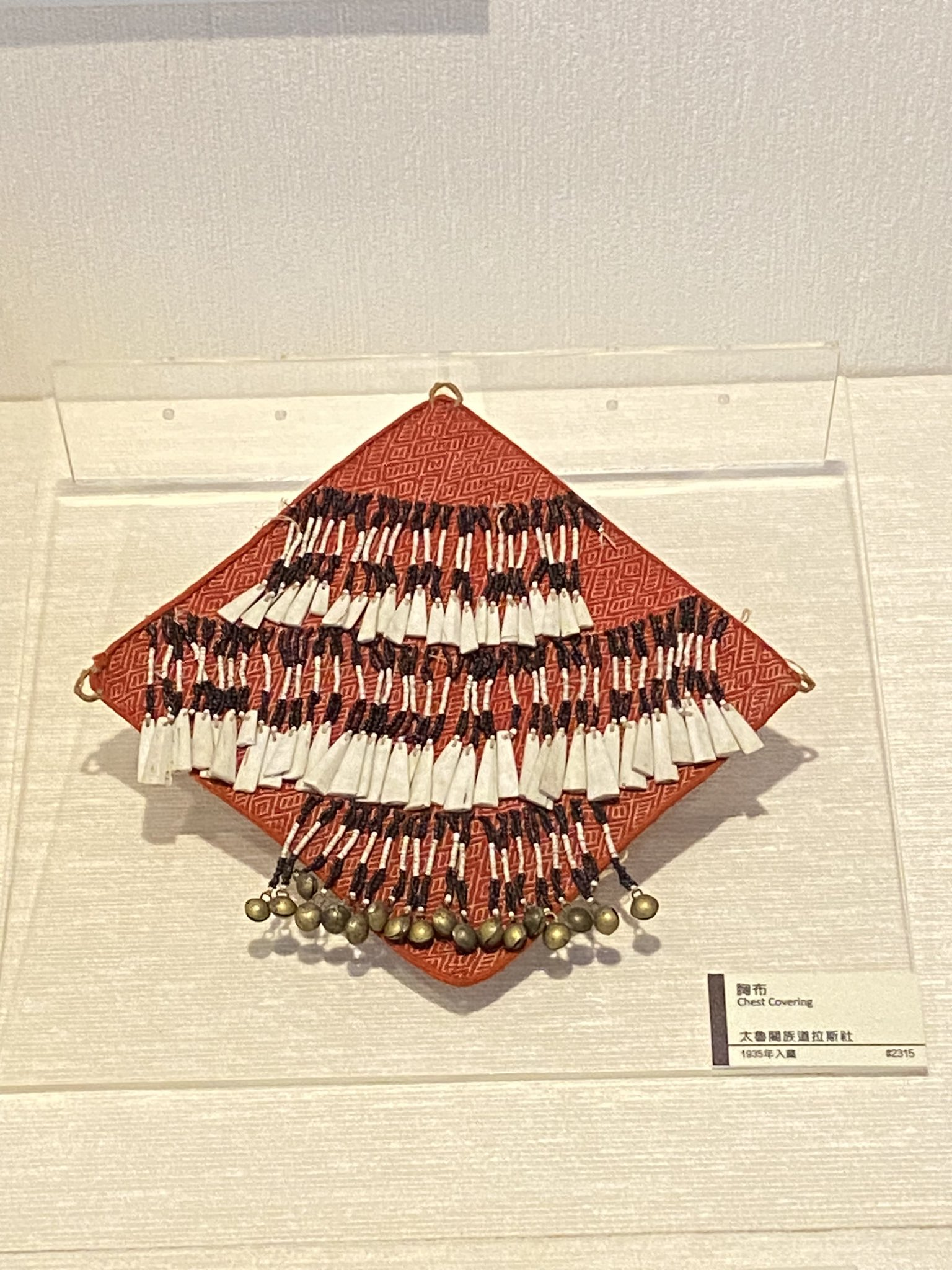
太魯閣族道拉斯社胸布

太魯閣族的社會裡的各種祭祀活動的展開，是依靠一群親族，或假定親族所形成的團體Gaya來運作的，不論甚麼樣祭儀，均以對祖靈或神靈的感恩為主要目的，因此依據這樣的觀念，本段所要強調的太魯閣族的歲時祭儀是「Mgay Bari（感恩祭）」，如果我們追溯，全台原住民曾受漢族的壓制，及遭遇日本統治，文化上受到統治，因此，昔日的宗教觀念，各式祭典活動，已大幅的變動，有很多部落的傳統宗教觀念、各式祭典活動，不是已經消失，就是已瀕臨消失的邊緣，尤其從原居地被強迫遷徙到新的環境之後，更造成部落結構的改變，也產生變更或捨棄舊有的習慣。
- Mgay Bari（感恩祭、收穫祭）：太魯閣族最盛大的祭典，舉辦日期多在10月。祭司得先去野外樹叢裡四天準備祭神的工作。獻祭時間，是在半夜月亮剛出來時，進行為期一天的祭神儀式。 要出發到祭神的地方前Msgasut（祭司）在家對男孩說：現在我們要去祭神了，你絕對不可以說話﹐要安靜。說完了Msgasut（祭司）將爐中火熄滅，並且將爐中的火灰及木頭清理乾淨，帶到外面丟掉。（意即：除去舊的壞行為，建立新的好行為，以乾淨心，來迎接新的未來）然後，用新的木材放在爐灶上燒（祭神期間不得熄滅）。然後，點燃男孩手上的火把，一起去叢林祭神，當祭司在築壇祭神時，男孩手持火把，站在旁邊注視著祭司祭神。祭司先將帶來供物小米、玉米、地瓜、竽頭、豆等擺好了。一年有兩次的收穫期 一次是在5-6月稱作「Kmtuy Basaw ni Masu」 另一次是在 9-10 月稱作 「Mhug Basaw ni Masu」。收穫完後，男人相偕山上打獵，將所獲得的獵物給部落所有的人分享，以慶豐收，並共享歡樂日子達三天之久。

- MSmapuh Utux Rudan（祖靈祭）：在小米收成完畢後，各家族的男士們，一起上山打獵，他們打獵回來後，各個家族拿樹葉將小米糕、獸骨及酒包在裡面，然後拿到屋外掛在家附近樹枝上。之後，再拿一點小米糕拿來祭祖靈說：「祖靈阿！我們將所有的能農作物及動物等這些獻祭給祢，希望祢歡喜接納，蘇司！感謝祢」。祖靈祭是個別的家族舉行，是不定期的舉行，例如明天要上山狩獵、工作之前一晚就會殺一隻雞來祭祖靈求保佑或使獵物豐收。

- Hadur Mdkrang（馘首祭）：獵取敵人首級後，回到部落附近隱密宿營的地方，並即行迅速撤退到敵人追蹤不到之安全地帶，獵首級者取出敵人首級並在溪畔上把腦漿清洗乾淨，在放進首級袋（tneetu）讓年輕背上。出草獵團一路上高聲歡呼（hmdhik），在到部落附近時再次高聲歡呼，朝向部落開槍，聽到槍聲一次則表示獵取敵人的首級一個，兩槍聲表示兩個，以次類推。知道那一家的人獵取敵人的首級，則那家的人就要立刻帶著英雄服（hubang）去迎接他並給他穿上英雄服。進到部落時，獵取敵人的首級者抓著首級的頭髮在病人身上搖晃，病人就會得到痊癒。之後，帶到自己的家讓他吃肉、小米糕及喝酒，整夜狂歡喝酒跳舞。第二天帶到部落領袖的家裡，一起整夜狂歡喝酒跳舞。第三天則輪流在各各出草獵團的家整夜狂歡喝酒跳舞，他們給他喝酒餵食對嘴一起喝酒歡樂。

## 命名文化
太魯閣族命名法為親子連名制，結構為「個人名＋親名」，親名主要為父親，且無像是布農族氏族名或排灣族家名的姓氏概念。例如：甲男叫Yakaw、乙女叫Imi，他們的父親叫做Isaw，因此甲男全名叫做Yakaw Isaw、乙女全名叫做Imi Isaw。如果甲男有兒子叫Pisaw，而甲男之兒子全名為Pisaw Yakaw，以此類推。如果乙女有女兒叫Ipay，她的女兒的親名會掛著乙女之夫的名字（假如叫Yudaw），則乙女之女兒全名為Ipay Yudaw。

### 常見的男性人名
- Apyang
- Aday
- Buya
- Boqey
- Ibi
- Ici
- Idai
- Isaw
- Jiru
- Kowsang
- Lowking
- Mowna
- Miking
- Pisaw
- Teyra
- Titi
- Udaw
- Umiq
- Wadan
- Walis
- Yakaw
- Yudaw
- Yuyaw

### 常見的女性人名
- Abi
- Adong
- Ciwang
- Hana
- Ikung
- Imi
- Ipay
- Iwan
- Iyang
- Kimi
- Kucyang
- Mari
- Robiq
- Tumun
- Yabung
- Yuli

## 族群身分爭議

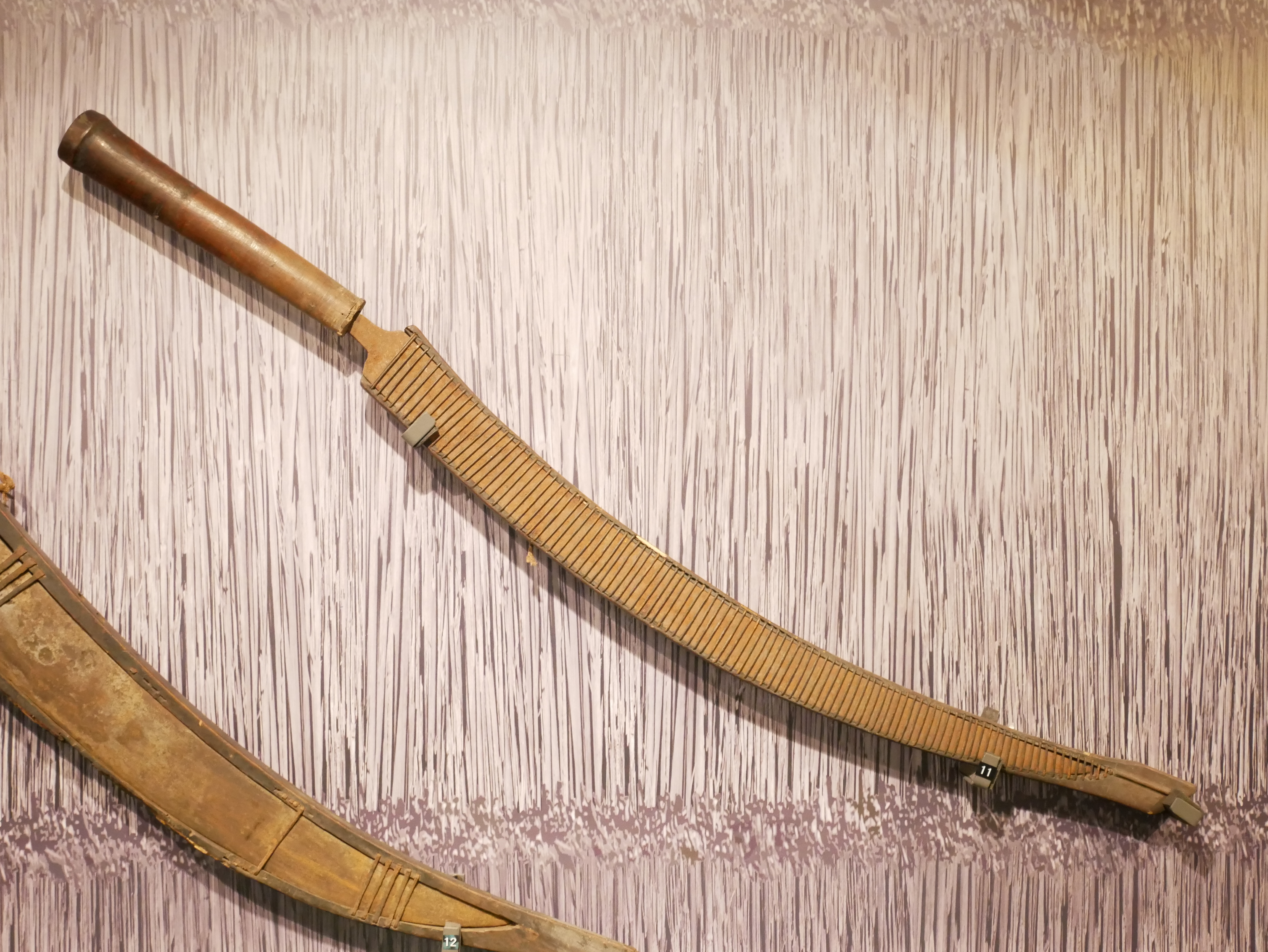
太魯閣族奇卡拉汗社（花蓮縣秀林鄉富世村）佩刀（國立臺灣博物館藏）

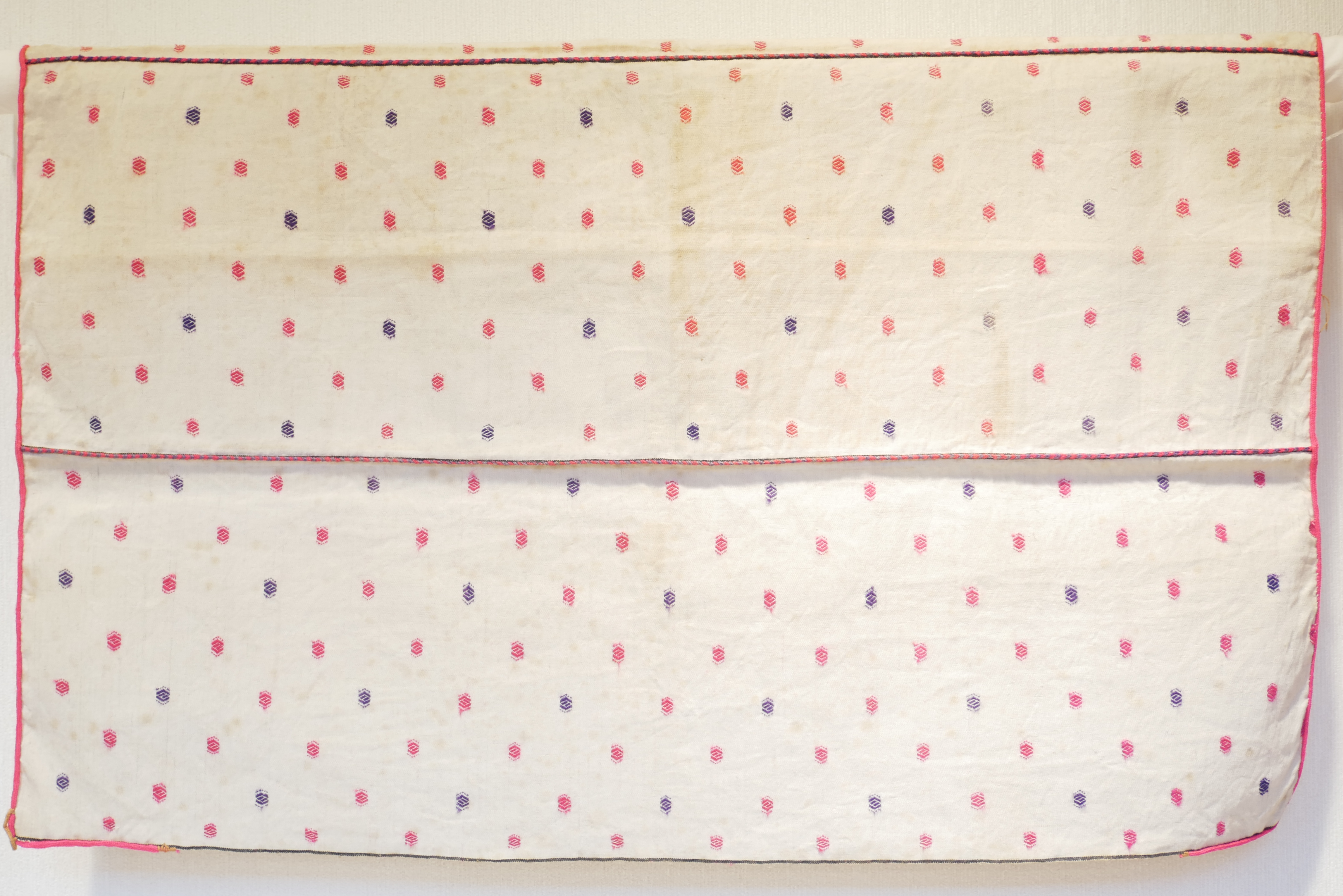
太魯閣族披風（國立臺灣大學人類學博物館藏）

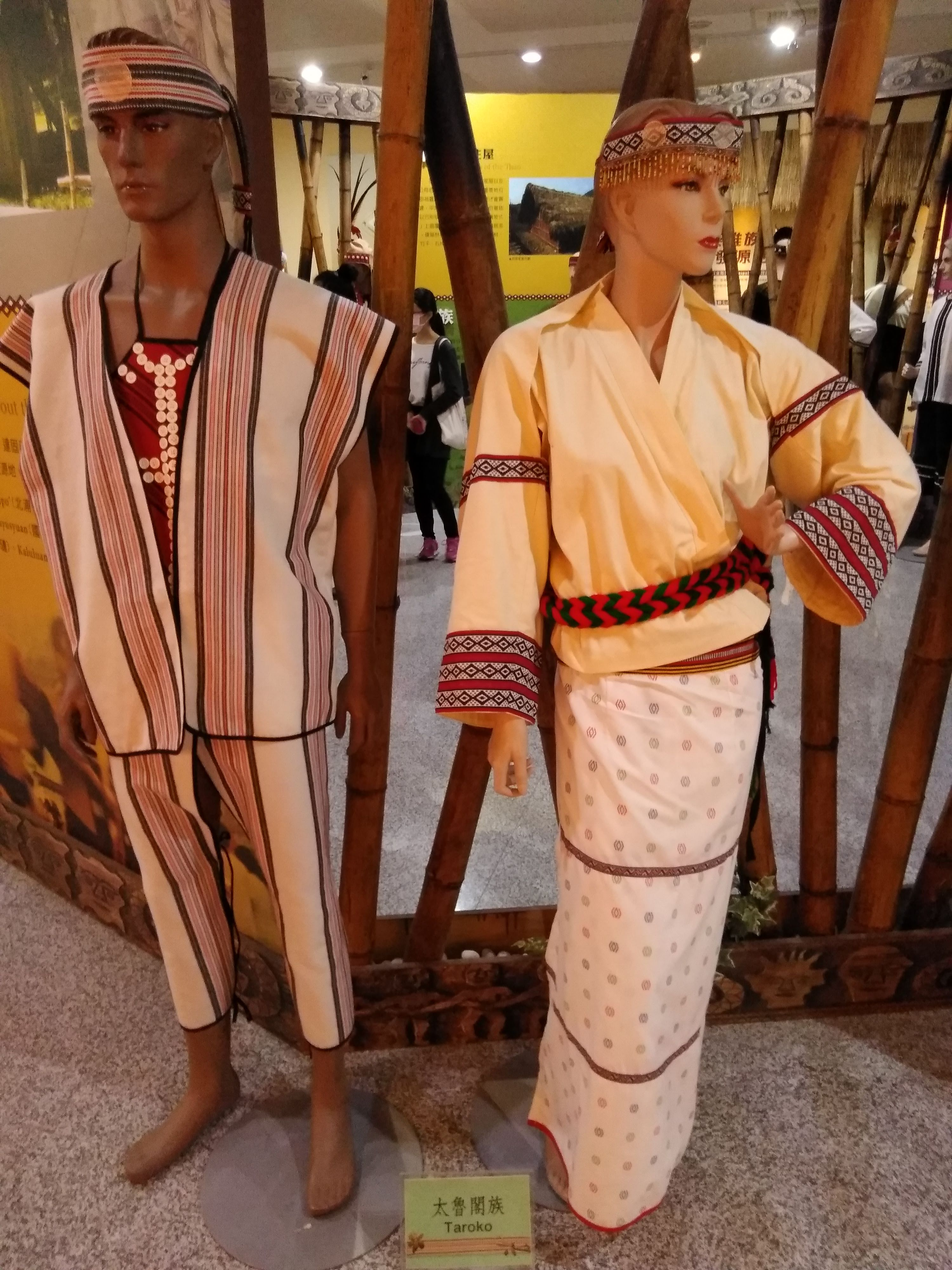
太魯閣族服饰

正名太魯閣族的過程，由於日本學者分類系統下的砂積語系（Sejiq）的原住民中，以「太魯閣地區」的族人傾向於以「太魯閣族」作為族群名稱。而西部地區的「德路固」（Truku）、「德克達雅」（Tgdaya）及「道澤」（Toda）群為主的族人傾向以「賽德克族」作為族群名稱。因而展開了族群內部間的衝突與對話。
而 Sejiq 賽德克，在太魯閣族的語境裡為「人」或「人類」之意，並非僅限定於殖民分類之賽德克三群框架中使用，而日常使用上 Sejiq 多使用在第三人稱即為「別人」之意。因此，太魯閣族認為使用「人類」或「別人」作為族稱，沒有族群辨識意義。
而推動正名「太魯閣族」主要的花蓮縣秀林鄉與萬榮鄉兩鄉，以民間單位「太魯閣族正名促進會」邀請族人簽署委任書，並透過行政系統協助推行，接著向行政院原住民族委員會遞交將近一萬五千份的委任書，展現其追求正名之民意基礎，在正名之後，陸續開放族人登記，目前人口將近三萬人，顯現當時追求正名有其廣泛性共識。

## 太魯閣族自治
太魯閣族一直以來持續推動自治不遺餘力，在成立太魯閣自治推動委員會後，便著手草擬《太魯閣族自治法》草案，此一自治法草案由台灣原住民族太魯閣族學生青年會草擬，自2005年十月至2006年四月，歷經太魯閣族自治推動委員會的學界專家與耆老的六次審議、一次公聽會、一次研討會與29次部落到都市的說明會，最後終於完成《太魯閣族自治法》草案。

## 重大歷史事件
- 太魯閣事件
- 加禮宛戰役
- 新城事件
- 威里事件
- 七腳川事件
- 太魯閣戰爭
- 亞泥花蓮採礦權展延案

## 現今部落分布
括號內皆為太魯閣語名稱。

### 秀林鄉
- 克奧灣部落【Qowgan】（加灣）
- 固祿部落【Kulu】（民治）
- 布拉旦部落【Pratan】（三棧）
- 格督尚部落【Kdusan】（佳民）
- 銅門部落【Dowmung】（銅門）
- 得吉利部落【Tkijig】（崇德）
- 布拉瑙部落【Branaw】（重光）
- 吾子部落【Gukut】（和中）
- 卡那岸部落【Qnragan】（和仁）
- 玻士岸部落【Bsngan】（富世）
- 陶樸閣部落【Tpuqu】（民有）
- 帛士林部落【Bsuring】（秀林）
- 水源部落【Pajiq】（水源）
- 依柏合部落【Ibuh】（榕樹）
- 文蘭部落【Tmunan】（銅文蘭）
- 米亞丸部落【Myawan】（米亞丸）
- 克尼布部落【Knlibu】（和平）
- 道拉斯部落【Dowras】（民享）

### 吉安鄉
- 福興部落【Alang kiyumi】

### 萬榮鄉
- 摩里沙卡部落【Murisaka】 (萬榮村1-8鄰包含該部落所屬傳統領域)
- 馬理巴西部落【Maribasi】（明利村1-2鄰包含忠孝路至16號）
- 馬太鞍部落【Matanki】（明利村3-5鄰）
- 大加汗部落【Thgahan】 (明利村6-8鄰)
- 紅葉部落【Ihownang】（紅葉）
- 支亞干部落【Ciyakang】（知亞干）
- 新白楊部落【Gbayang】

### 卓溪鄉
- 古村部落【Swasal】

## 統計
| 縣市   | 太魯閣族人口 | 總人口     | 比率  |
| ------ | ------------ | ---------- | ----- |
| 花蓮縣 | 22,912       | 325,857    | 7.03% |
| 桃園市 | 2,406        | 2,252,835  | 0.1%  |
| 新北市 | 2,138        | 4,022,450  | 0.05% |
| 臺北市 | 955          | 2,639,084  | 0.03% |
| 臺中市 | 721          | 2,816,052  | 0.02% |
| 高雄市 | 622          | 2,774,316  | 0.01% |
| 宜蘭縣 | 517          | 454,099    | 0.11% |
| 臺南市 | 298          | 1,879,647  | 0.01% |
| 新竹縣 | 256          | 564,832    | 0.04% |
| 基隆市 | 221          | 368,870    | 0.05% |
| 臺東縣 | 219          | 216,453    | 0.1%  |
| 新竹市 | 194          | 449,251    | 0.04% |
| 屏東縣 | 198          | 817,803    | 0.02% |
| 彰化縣 | 151          | 1,271,761  | 0.01% |
| 苗栗縣 | 139          | 545,158    | 0.02% |
| 南投縣 | 123          | 493,743    | 0.02% |
| 雲林縣 | 112          | 680,448    | 0.01% |
| 嘉義縣 | 58           | 502,385    | 0.01% |
| 金門縣 | 56           | 140,081    | 0.04% |
| 嘉義市 | 28           | 267,598    | 0.01% |
| 連江縣 | 25           | 13,059     | 0.19% |
| 澎湖縣 | 20           | 105,121    | 0.01% |
| 總計   | 32,370       | 23,600,903 | 0.13% |

## 神話與傳說
因為有相同起源的關係，太魯閣族的神話傳說大多與泰雅族相似，許多故事都是關於貪婪。

### 小米與麻雀
從前天下萬物都是太魯閣族人的好朋友，因此太魯閣族人不必辛勤工作，就能過著好日子。比如說：想要吃飯的時候，只要走到小米田，輕輕鬆鬆摘下一粒小米。把這一粒小米放進飯鍋裡，再生火煮飯，很快就有滿滿一鍋足夠全家人吃飽的小米飯了。可是有一天，輪到一位非常懶惰的女人煮飯，她想著：「一粒小米可以煮一餐飯，那很多小米不就可以煮很多餐飯了嗎？這樣我以後就都不用煮飯啦！」於是她把許多小米全丟進飯鍋，準備生火煮飯。等來等去就是沒有米飯的香味。懶女人好奇的打開鍋蓋，沒想到鍋子裡頭的小米全都變成麻雀一溜煙飛了出來。這些麻雀邊飛邊唱著：「懶惰的人呀！以後你們可得辛苦耕作才有小米吃了！到了收成的季節，我們還會來偷吃小米喔！」從此以後，太魯閣族人就只有辛苦的耕作與狩獵，才能換得三餐的溫飽了。

### 神石傳說
在太古創世之初，有一男一女的天神自天上降在深山的大石分成兩半，一個變成陸地的王，一個變成宮殿，這兩個天神就住在宮殿裡，並從此繁衍太魯閣族後代。

### 靈鳥西西利
從前在山頂上有一塊又大又重的石頭穩穩的安坐在山頂上。平常很多鳥就在大石頭上面玩耍遊戲，非常快樂。有一天，有隻鳥提議說：「我們誰能推動這塊大石頭，我們就稱牠為王。」於是每隻鳥都想把大石頭推下山，可是卻沒有一隻鳥成功。就在這個時候，靜靜旁邊看的西西利鳥走了過來，想要試試看推大石頭。可是西西利鳥長的又瘦又小，有辦法推動又大又重的大石頭嗎？沒想到，西西利鳥慢慢的走到大石頭旁邊，用力一踢，一腳就把大石頭踢到山谷下。大家看了簡直不敢相信，於是便尊稱西西利鳥為鳥中之王。西西利鳥要飛上天時，對人們說：「以後你們要注意聽我的啼聲，來判斷吉凶。」從此以後，不論是決定重大事件，或者是外出狩獵、出草，太魯閣族人都要先聽西西利鳥的叫聲，來判斷吉凶。

## 社會組織
- 父系社會。

## 延伸閱讀
文化傳統：
- 廖守臣，1977、1978，〈泰雅族東賽德克群的部落遷移與分布（上、下）〉《中央研究院民族學研究所集刊》44、45期。
- 廖守臣，1998，《泰雅族的社會組織》慈濟暨人文社會學院原住民健康研究室。
- 余光弘，1981，〈泰雅族東賽德克群的部落組織〉《中央研究院民族學研究所集刊》50期。
- 邱韻芳，2004，《上帝與傳統：基督長老教會與Truku人的宗教變遷》國立台灣大學人類學研究所博士論文。
- 胡惠敏，2005，《書寫自己部落的歷史：布拉旦的過去、現在、未來》國立東華大學族群關係與文化研究所碩士論文。
- 馬維駿，2006，《花蓮縣太魯閣族的傳統醫療》慈濟大學原住民健康研究所碩士論文。
- 曹秋琴，1998，《Gaya：祭祀分食與太魯閣人的親屬關係》國立東華大學族群關係與文化研究所碩士論文。
- 陳曉玲，2005，《太魯閣族生活方式之變遷－花蓮縣秀林鄉水源部落的個案研究》國立臺灣師範大學地理學系碩士論文。
- 劉育玲，2000，《台灣賽德克族口傳故事研究》國立花蓮師範學院民間文學研究所碩士論文。
- 蔣文鵑，2000，《傳承、變奏與斷裂：以當代太魯閣族女性之織布文化為例》國立東華大學民族發展研究所碩士論文。
- 蔡迪清，1998，《集團移住與宗教變遷對部落環境行動之影響─以太魯閣三棧部落為例》國立臺灣大學地理學研究所碩士論文。
- 許木柱，1989，《太魯閣群泰雅人的文化與習俗》。內政部營建署委託計劃。
- 張國賓，1998，《從紡織與獵首探討探討太魯閣人的兩性意象與性別邏輯》國立清華大學社會人類學研究所碩士論文。

社會運動：
- 張岱屏，1999，《看不見的土地—太魯閣族反亞泥還我土地運動的歷史、論述與行動》國立東華大學族群關係與文化研究所碩士論文。
- 金尚德，2006，《知識、權力、部落地圖：「太魯閣族傳統領域土地調查」的社會學解析》國立東華大學族群關係與文化研究所碩士論文。

認同變遷：
- 李季順，2003，《走過彩虹》。邦聯企業管理顧問有限公司。
- 太魯閣正名促進會，2003，《還我族名：「太魯閣族」》太魯閣正名促進會。
- 沈俊祥，2006，《空間與認同-太魯閣人認同建構的歷程》國立東華大學民族發展研究所碩士論文。
- 馬騰嶽，2003，《分裂的民族與破碎的臉：「泰雅族」民族認同的建構與分裂》國立清華大學人類學研究所碩士論文。
- 楊鈴慧，1995，《部落、族群與行動－太魯閣人和地區原住民的階序性認同》國立台灣大學（考古）人類學系碩士論文。
- 劉韶偉，2004，《找回太魯閣》。翰蘆圖書出版公司。
- 曾振名，1995，《太魯閣群泰雅人之社會變遷與文化發展》內政部營建署太魯閣國家公園管理處。
- 鄭賢女，1996，《太魯閣國家公園情境中的太魯閣人：政權、觀光、與原住民的網路關係》國立政治大學民族學研究所碩士論文。

歷史事件：
- 鴻義章，2016，《原住民重大歷史事件系列叢書-太魯閣事件》原住民族委員會
- 徐如林、楊南郡，2016，《合歡越嶺道太魯閣戰爭與天險之路》行政院農業委員會林務局

## 附註
1. ↑  "太魯閣族" （页面存档备份，存于） ，中華民國原住民族委員會,2024年7月31日查閱.
2. 1 2  世新大學.  (PDF) (报告). 原住民族委員會: 1–154. 2016  [2025-03-04]. （原始内容存档 (PDF)于2024-06-12）.
3. ↑  .   [2012-08-21]. （原始内容存档于2013-12-14）.
4. ↑   (PDF).   [2016-08-05]. （原始内容 (PDF)存档于2016-03-04）.
5. ↑  . 臺灣原住民數位博物館.   [2022-10-31]. （原始内容存档于2022-10-31）.
6. ↑  耆老許通益牧師族語提供，金清山牧師整理及翻譯. . 花蓮魯巴斯教會. 2020: 32–36.

## 延伸參考
- 泰雅族：彩虹橋的審判
- Sus Bari！太魯閣族感恩祭

## 外部連結
- 太魯閣族民歌組曲（页面存档备份，存于）
- 台灣原住民太魯閣族學生青年會 （页面存档备份，存于）
- 中央研究院南島語數位典藏
- 回顧歷史 - 歷史事件簿 - 太魯閣族 - 臺灣原住民數位博物館
- （页面存档备份，存于）